# Santo Amaro do Maranhão
Santo Amaro do Maranhão – miasto i gmina w Brazylii leżące w stanie Maranhão. Gmina zajmuje powierzchnię 1601,180 km². Według danych szacunkowych w 2016 roku miasto liczyło 15 623 mieszkańców. Położone jest około 120 km na wschód od stolicy stanu, miasta São Luís, oraz około 1800 km na północ od Brasílii, stolicy kraju. Na terenie gminy znajduje się część Parku Narodowego Lençóis Maranhenses. 
W 2014 roku wśród mieszkańców gminy PKB per capita wynosił 4605,39 reais brazylijskich.